# Campiglossa saltoria
Campiglossa saltoria
 es una especie de insecto díptero que Munro describió científicamente por primera vez en el año 1951.
Esta especie pertenece al género Campiglossa de la familia Tephritidae.